# Фирстенвалде (Шпре)
Фирстенвалде (њем. Fürstenwalde/Spree) град је у њемачкој савезној држави Бранденбург. Једно је од 38 општинских средишта округа Одер-Шпре. Према процјени из 2010. у граду је живјело 32.867 становника. Посједује регионалну шифру (AGS) 12067144.

## Географски и демографски подаци
Фирстенвалде се налази у савезној држави Бранденбург у округу Одер-Шпре. Град се налази на надморској висини од 43 метра. Површина општине износи 70,5 km². У самом граду је, према процјени из 2010. године, живјело 32.867 становника. Просјечна густина становништва износи 466 становника/km².

## Међународна сарадња
| Мјесто | Држава    | Врста сарадње | Од    |
| ------ | --------- | ------------- | ----- |
| Хошчно | Пољска    | партнерство   | 1992. |
|        | Француска | контакт       | 1990. |
| Извор  |           |               |       |